# Inthavong
Inthavong (còn được gọi là Inthavong Setthathirath III, vương hiệu đầy đủ Somdet Chao Brhat Indra Jaya Varman Setthadiraja Chandrapuri Sri Sadhana Kanayudha Visudhirattana Rajadhanipuri Rama Lan Chang Krum Klao, còn được biết đến ở Việt Nam dưới tên Chiêu Ấn (昭印); ? - 7 tháng 2 năm 1805 ở Viêng Chăn) là một vua của Vương quốc Viêng Chăn, trị vì từ năm 1795 đến năm 1805.
Inthavong là con thứ hai của vua Bunsan (cai trị từ 1767 đến và 1779 và từ 1780 đến 1781). 1781, ông được vua Nanthesan (trị vì từ 1781-1795) phong làm Upayuvaraja (chức vụ tương được người cấp phó chỉ sau nhà vua) và chính thức lên ngôi năm 1782 ở Viêng Chăng. Từ 1783 đến 1795, người Xiêm giữ ông làm con tin ở vùng Bang Phlat thuộc Bangkok nơi ông phục vụ vua Xiêm dưới chức vụ Kwaeng Bang Yi Khan (บางยี่ขัน).
Năm 1795, vua Xiêm Rama I phế Nanthesan vì có ý nổi loạn và lập Inthavong là vua Vương quốc Viêng Chăn. Inthavong qua đời ngày 7 tháng 2 năm 1805 ở cung điện của mình.
Ông có hai con gái và một con trai
1. Hoàng tử (Sadek Chaofa Jaya)  Mani hay Menh
2. Công chúa (Sadek Chaofa Jaya Nang) Kundhana Devyavati
3. Công chúa (Sadek Chaofa Jaya Nang) Dungsukti (vợ thư 28 của vua Rama I, có một con gái).

Nối ngôi Inthavong là vương gia Anuvong